# Siège de Mayence (1814)
Sixième Coalition
Batailles
Campagne de Russie (1812)
- Liste des batailles
- Mir
- Moguilev
- Ostrovno
- Vitebsk
- Kliastitsy
- Smolensk
- 1re Polotsk
- Valoutina Gora
- Moskova
- Moscou
- Winkowo
- 2e Polotsk
- Maloïaroslavets
- Gorodnia
- Czaśniki
- Viazma
- Smoliani
- Krasnoï
- Bérézina

Campagne d'Allemagne (1813)
- Dantzig
- Lunebourg
- Möckern
- Lützen
- Bautzen
- Reichenbach
- Haynau
- Luckau
- Hoyerswerda
- Lauenbourg
- Goldberg
- Gross Beeren
- Katzbach
- Dresde
- Kulm
- Dennewitz
- Peterswalde
- Liebertwolkwitz
- Leipzig
- Hanau
- Sehested
- Torgau
- Hambourg

Campagne de France (1814)
- Sainte-Croix-en-Plaine
- Besançon
- Mayence
- Metz
- Saint-Avold
- 1re Saint-Dizier
- Brienne
- La Rothière
- Campagne des Six-Jours (Champaubert
- Montmirail
- Château-Thierry
- Vauchamps)
- Mormant
- Montereau
- Bar-sur-Aube
- Saint-Julien
- Laubressel
- Berry-au-Bac
- Craonne
- Coutures
- Laon
- Soissons
- Mâcon
- Reims
- Saint-Georges-de-Reneins
- Limonest
- Arcis-sur-Aube
- Fère-Champenoise
- 2e Saint-Dizier
- Meaux
- Claye
- Villeparisis
- Paris

- Feistritz
- Caldiero (en)
- Trieste
- Mincio

- Hoogstraten (de)
- Anvers
- Berg-op-Zoom
- Courtrai

 (août 2023).
Si vous disposez d'ouvrages ou d'articles de référence ou si vous connaissez des sites web de qualité traitant du thème abordé ici, merci de compléter l'article en donnant les références utiles à sa vérifiabilité et en les liant à la section « Notes et références ».
Le dernier siège de Mayence désigne les opérations militaires qui ont eu lieu entre le 3 janvier et le 4 mai 1814 et qui aboutissent à la prise par les coalisés de Mayence, française depuis 1797. Au cours de cette campagne, 30 000 soldats russes, soutenus par 9 000 soldats allemands à partir de février, assiègent la forteresse de Mayence sous le commandement de Louis Alexandre Andrault de Langeron. Le siège se termine par la capitulation des défenseurs, dirigés par le général et gouverneur de la ville Charles Antoine Morand. Un retrait libre des Français est négocié.
Après les défaites de la Grande Armée à Leipzig et Hanau en 1813, les soldats survivants fuient dans la panique vers le Rhin et franchissent le pont de Mayence pour entrer dans la ville. Ils apportent avec eux le « typhus de Mayence », auquel succombent environ 16 000 soldats français et près de 2 500 citoyens de Mayence (10 % de la population). Parmi les victimes se trouve le préfet Jeanbon Saint-André, mort le 10 décembre 1813. La ville de garnison, ainsi affaiblie, est enfermée sur la rive gauche du Rhin après le passage de l'armée de Silésie, le maréchal prussien Blücher étant passé de la rive droite à la rive gauche du Rhin à Kaub en janvier 1814 et le général russe Osten-Sacken près de Mannheim. Avec l'arrivée du 5e corps d'armée prussien, l'encerclement de la place est achevé le 18 février des deux côtés du Rhin. Pendant plus de trois mois, les 27 000 Français restants, sous la direction du général Morand, résistent au siège de la plus importante forteresse orientale de l'Empire jusqu'à ce que, après la chute de Paris, l'abdication de Napoléon et la prestation de serment du nouveau roi Louis XVIII, ils soient contraints d'évacuer Mayence et la tête de pont sur la rive droite du Rhin, à Cassel, le 4 mai 1814.
Le même jour, le 5e corps d'armée prussien, sous la direction du duc Ernest de Saxe-Cobourg, occupe Mayence.